# 小野真野
小野 真野（おの の まの）は、平安時代初期の貴族。官位は正五位下・諸陵頭。

## 経歴
延暦23年（804年）桓武天皇が紀伊国に行幸して、玉出島（和歌山市和歌浦の玉津島神社近辺か）周辺を船で遊覧した際、紀伊国の国司や紀氏の氏人に叙位が行われ、紀伊掾であった真野は従六位下から四階昇進して従五位下に叙爵する。延暦25年（806年）紀伊介に昇格する。
平城朝の大同3年（808年）には、6月少納言、7月木工助、8月大監物と短期間に官職を遷っている。嵯峨朝に入り、弘仁2年（811年）斎宮頭に任官し、弘仁3年（812年）伊勢権介を兼ねる。
弘仁6年（815年）正月に上総守に任ぜられ同国に赴任する。赴任して前任の国守であった多治比全成から印鎰（国印と鍵）を受領して10数日後の交代事務がまだ完了していない時期に、同国夷隅郡で火災が発生、正倉60棟が焼失して、稲穂相当で57万900束分の官有物が灰燼に帰した。直ちに調査のために派遣された検焼損使・大中臣井作は、失火時に逃亡して自殺した税長・久米部当人が官有物を盗みそれを隠すために放火したと考えられる旨、刑部省へ報告した。刑部省にて法的な取り扱いを調査したところ、大判事・物部中原敏久は前任者が職を去った後はその責任を追及できず、欠損を補填する責任は後任者にある旨見解を述べた。しかし、刑部省内で検討の結果、前任者の任期中に発生した虚納を隠蔽するために正倉を管理する役人が放火したと想定されること、また問題を起こした役人を任用したのは前任者であること、から前任者である多治比全成に補填させるべき旨を上奏。勅裁を仰いで裁可され、真野は補填の履行を免れた。
淳和天皇が即位した弘仁14年（823年）従五位上に叙せられ、淳和朝末の天長9年（832年）正五位下に至る。仁明朝の承和6年（839年）諸陵頭に任ぜられている。

## 官歴
『六国史』による。
- 時期不詳：従六位下。紀伊掾
- 延暦23年（804年） 10月12日：従五位下（越階）
- 延暦25年（806年） 2月16日：紀伊介
- 大同3年（808年） 6月28日：少納言。7月9日：木工助。8月22日：大監物
- 弘仁2年（811年） 5月10日：斎宮頭
- 弘仁3年（812年） 正月12日：兼伊勢権介
- 弘仁6年（815年） 正月10日：上総守
- 弘仁14年（823年） 11月20日：従五位上
- 天長9年（832年） 正月7日：正五位下
- 承和6年（839年） 10月25日：諸陵頭